# 李承昭
李承昭，本名不详，字承昭，以字行，唐朝的宗室，嗣虢王李邕之子，历任福建观察使、礼部尚书、昭义军节度使等职。
以宗室封豳国公。唐肃宗至德中，为山南采访使。上元二年（761年），以御史中丞为福州刺史，旋升为福州节度使。大历六年（771年），罢福州节度使，改任福建都团练观察处置使（简称福建观察使）。唐代宗大历八年（773年），昭义军节度使薛嵩去世，其弟薛崿继任，十年（775年）正月，薛崿被衙将裴志清驱逐，昭义军落入魏博节度使田承嗣手中。唐朝中央命令田承嗣交出昭义军，田承嗣不从，时为华州刺史的李承昭被任命为昭义军节度使，参与讨伐田承嗣。李承昭领军与田承嗣部将卢子期战于磁州清水县，大破之，生擒卢子期。田承嗣在各路藩镇的军事压力下，不得不上表请罪。
大历十一年（776年）十二月，李承昭上表称疾，李抱真继任节度使。
李承昭有子循王府长史李宗之、太仆寺主簿李徵、榆次令李应、李润之。